# Jackson (Adams megye, Wisconsin)
Jackson város az USA Wisconsin államában, Adams megyében. Lakosainak száma 1141 fő (2020. április 1.).

## Népesség
A település népességének változása:
| Lakosok száma | 926  | 1003 | 1141 |
|               | 2000 | 2010 | 2020 |